# Krystyna Nyc-Wronko
Krystyna Nyc-Wronko ps. „Stynka” (ur. 31 lipca 1923 w Czechowicach (obecnie Ursus), zm. 24 sierpnia 2012 w Łodzi) – polska śpiewaczka, wieloletnia primadonna Teatru Muzycznego w Łodzi, żołnierz AK. nagrała około 60 utworów solowych i duetów, w większości arii z operetek i komedii muzycznych.

## Życiorys
Była córką rolników i właścicieli bocznicy kolejowej – Piotra Nyca i Adeli z domu Makowskiej. Ukończyła szkołę powszechną, następnie podjęła naukę w gimnazjum w Warszawie, którą przerwała w wyniku wybuchu II wojny światowej. Podczas wojny podjęła naukę w Szkole Handlowej oraz zaangażowała się w działalność Szarych Szeregów i Batalionu AK „Miotła”. W konspiracji m.in. przewoziła wydawnictwa podziemne i szyfrogramy. Pomimo działań wojennych, śpiewała w chórze kościelnym, w którym została doceniona przez słuchaczkę, która zapoznała ją z pedagogiem – Grzegorz‏em Orłowem, u którego podjęła naukę śpiewu. Podczas powstania warszawskiego została przez siostrę wywieziona z Warszawy do rodzinnych Czechowic. Po upadku powstania pomagała wraz z rodziną rannym, chorym i wypędzonym ze stolicy.
Po wojnie uczyła się w Ludowym Instytucie Muzycznym w Płocku (1945–1946), a następnie w Łodzi, ponownie u profesora Orłowa, w Państwowej Wyższej Szkole Muzycznej w Łodzi, którą ukończyła w 1951. Podczas studiów śpiewała z chórem Teatru Wojska Polskiego, m.in. w inscenizacji „Krakowiaków i Górali” Leona Schillera.
W latach 1950–1954 współpracowała z Łódzką Rozgłośnią Polskiego Radia, gdzie m.in. śpiewała w chórze, m.in. z Teresą Żylis-Garą i Romanem Spychalskim. W latach 1954–1976 współpracowała z Teatrem Muzycznym w Łodzi. Grała m.in. w „Hrabinie Maricy” Imre Kálmána (rola tytułowa), „Wesołej wdówce” Franza Lehára (role Walentyny i Hanny Glawari), „Zemście Nietoperza” Johanna Straussa (role Rozalindy i Adeli) i w „Tajemnicy Dedala” Czesława Aniołkiewicza.
Wystąpiła łącznie 48 inscenizacjach, w tym m.in. będąc obsadzoną w 47 rolach głównych i pierwszoplanowych w repertuarze klasycznym, operetkowo-rewiowym, musicalach i komediach muzycznych. Po rezygnacji ze współpracy z Teatrem Muzycznym koncertowała indywidualnie, m.in. w Polsce, NRD, ZSRR i w USA. W 2001 została mianowana na stopień podporucznika, a w 2008 na stopień porucznika.

## Życie prywatne
Jej mężem był Leszek Wronko – operator dźwięku. Została pochowana w części rzymskokatolickiej Starego Cmentarza w Łodzi.

## Wyróżnienia
- Medal Wojska (2-krotnie, 1948; nadany przez rząd na uchodźstwie),
- Odznaka pamiątkowa Akcji „Burza”,
- Krzyż Armii Krajowej,
- Honorowa Odznaka Miasta Łodzi (1961),
- Złoty Krzyż Zasługi (1961),
- Odznaka 1000-lecia Państwa Polskiego (1966),
- Odznaka „Zasłużony Działacz Kultury” (1967),
- Krzyż Kawalerski Orderu Odrodzenia Polski (1974),
- Krzyż Oficerski Orderu Odrodzenia Polski (1984),
- Odznaka honorowa „Zasłużony dla Kultury Polskiej” (2005),
- Statuetka Związku Artystów Scen Polskich „Arion” za całokształt dorobku artystycznego (2007)[1].